# Хорзов, Николай Александрович
Николай Александрович Хорзов (род. 4 августа 1969, Печора, Коми АССР) — российский самбист, чемпион (1996) и бронзовый призёр (1998) чемпионатов России, серебряный призёр чемпионата мира 1996 года в Токио, мастер спорта России международного класса. Выступал в первой полусредней весовой категории (до 68 кг). Жил в Печоре, где его наставником был Анатолий Данилов, под руководством которого Хорзов выполнил норматив мастера спорта России. Впоследствии переехал в Сыктывкар, а затем в Санкт-Петербург, где продолжает тренироваться. Участвует в ветеранских соревнованиях.

## Спортивные результаты
- Чемпионат России по самбо 1996 года — ;
- Чемпионат России по самбо 1998 года — ;